# 1389
1389 (MCCCLXXXIX) var ett normalår som började en fredag i den julianska kalendern.

## Händelser

### Februari
- 24 februari – Drottning Margareta besegrar Albrekt av Mecklenburg i slaget vid Åsle utanför Falköping och tar honom till fånga varmed hon alltså avsätter honom.[1]

### Mars
- 22 mars – Margareta väljs till regerande drottning av Sverige.

### Juni
- 15 juni – Slaget vid Trastfältet, mellan Ottomanska riket och en allians ledd av Serbien.[2]

### September
- 8 september – Den sjuårige Erik av Pommern hyllas som kung av Norge. Margareta är dock den som i realiteten har makten.

### November
- 2 november – Sedan Urban VI har avlidit den 15 oktober väljs Piero Tomacelli till påve och tar namnet Bonifatius IX.

### Okänt datum
- Albrekttrogna borgare från Stockholm besegrar en Margaretatrogen bondehär från Västmanland och Dalarna i slaget vid Skadeberget.
- En kvinnlig mystiker vid namn Margareta säger sig ha fått Guds uppmaning att missionera bland samerna. Hon får stöd av kronan och kyrkan för detta.

## Födda
- 9 november – Isabella av Valois, drottning av England 1396–1399 (gift med Rikard II)

## Avlidna
- 24 februari – Henrik Parow, Margaretas närmaste man (stupad i slaget vid Åsle).
- 13 oktober – Johan Snakenborg, svensk riddare.
- 15 oktober – Urban VI, född Bartolomeo Prignano, påve sedan 1378.

### Fotnoter
1. ↑  Svenska familjjournalen 1866 (läst 7 april 2011)
2. ↑  Nordisk familjebok 1911- Kosovo (läst 7 april 2011)